# Драккенштедт
Драккенштедт (нем. Drackenstedt) — коммуна в Германии, в земле Саксония-Анхальт. 
Входит в состав района Бёрде. Подчиняется управлению Обере Аллер.  Население составляет 427 человек (на 31 декабря 2006 года). Занимает площадь 7,19 км². Официальный код  —  15 3 55 013.